# Рамадан Яссер
Рамадан Яссер Абдель Джаффар (араб. ياسر رمضان عبد الغفار, 19 липня 1980, Нова Долина) — єгипетський боксер, триразовий чемпіон Всеафриканських ігор (1999, 2003, 2007), учасник трьох Олімпійських ігор.

## Аматорська кар'єра
1999 року Рамадан Яссер став чемпіоном Всеафриканських ігор в категорії до 75 кг, здолавши у фіналі Альберта Еромселе (Нігерія). На Олімпійських іграх 2000 програв у першому бою Ім Чон Бину (Південна Корея).
На чемпіонаті світу 2003 здобув дві перемоги, а у чвертьфіналі програв Олегу Машкіну (Україна). На Всеафриканських іграх знов став чемпіоном, у фіналі здолавши Хассана Н'Дам Н'Жикам (Камерун). На Олімпійських іграх 2004 переміг Мар'яна Сіміона (Румунія), а в другому бою програв Геннадію Головкіну (Казахстан) — 20-31.
Після Олімпіади 2004 Рамадан Яссер перейшов до напівважкої категорії. На чемпіонаті світу 2007 здобув дві перемоги над Баду Джеком (Швеція) і Елейдером Альваресом (Колумбія), а у чвертьфіналі програв Даугірдасу Шемьотасу (Литва). На Всеафриканських іграх втретє став чемпіоном, у фіналі здолавши Абдельхафіда Бенчабла (Алжир) — 18-15. На Олімпійських іграх 2008 переміг Рамазана Магомедова (Білорусь), а в другому бою програв Абдельхафіду Бенчабла (Алжир) — 6-13.

## Професіональна кар'єра
Впродовж 2010—2012 років Рамадан Яссер провів вісім переможних боїв на професійному рингу з суперниками невисокого рівня.